# 勝山公園 (北九州市)

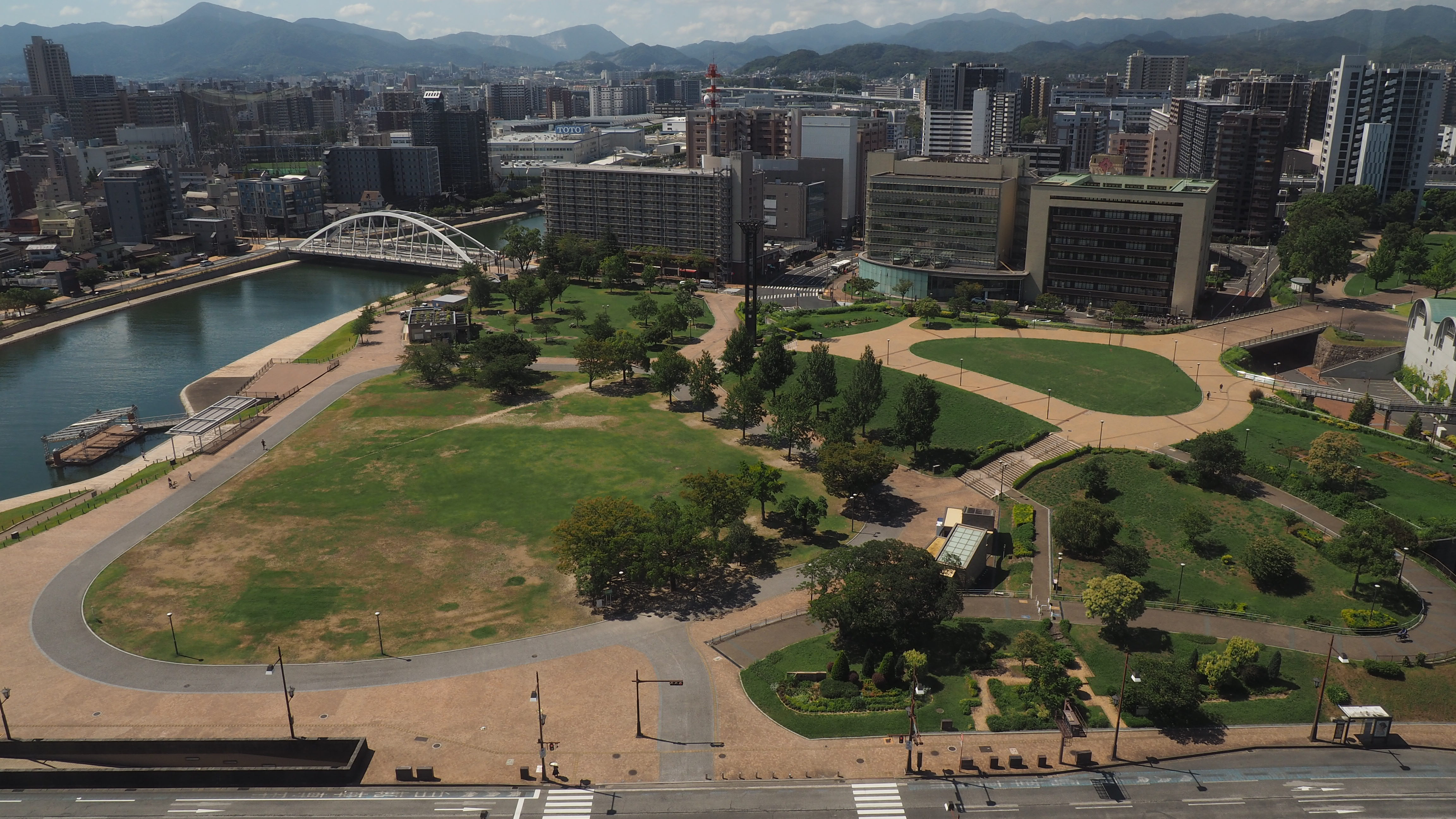
勝山公園（北九州市役所からの眺め。左は紫川）

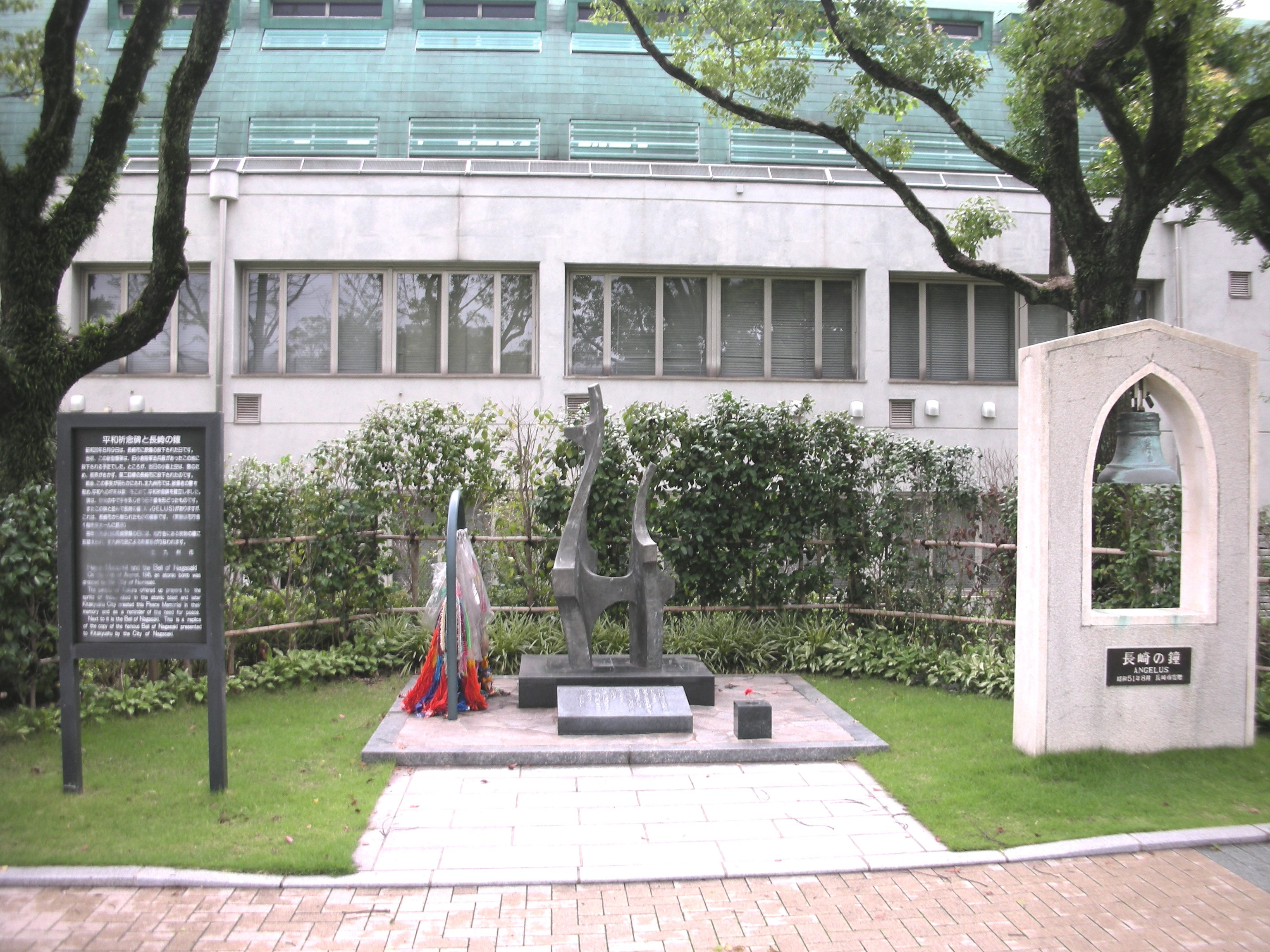
長崎の鐘（後ろの建物は北九州市立中央図書館）

勝山公園（かつやまこうえん）は、福岡県北九州市小倉北区城内にある都市公園である。

## 概要
小倉城を中心として広がる公園。北九州市都心部における市民の憩いの場となっている。開設面積19.5ha。桜の名所になっており、桜の開花時期には「小倉城桜まつり」が開催されるほか、夜桜見物のためのぼんぼりが点灯される。近年ではリバーウォーク北九州の整備にあわせ、紫川に面した親水ゾーンが設けられ付近には売店も設置された。なお、北九州市役所の直下には市営勝山地下駐車場がある。
2006年4月には小倉市民会館の跡地に大芝生広場が開設、紫川に面して水上ステージが整備された。その際公園内を通っていた道路がトンネル化され、その上部が丘として整備、東西の園地が一体化された。
7月には、公園内の「小倉城歴史の道」を中心に小倉祇園太鼓の競演会が行われる。また、「小倉城歴史の道」は毎年1月に開催される選抜女子駅伝北九州大会のスタート・ゴール地点になっている。
2012年10月開催の第7回B-1グランプリの会場となった。
勝山公園は旧小倉陸軍造兵廠敷地の一部で、原爆投下の目標とされた（長崎市への原子爆弾投下参照）。そのような歴史的経緯から、公園内に「長崎の鐘」（1973年に長崎市より贈呈された鐘のレプリカ）が設置され、毎年8月9日の長崎原爆の日には北九州市民による慰霊祭が行われている。2022年4月、戦争の悲惨さと平和の大切さを後世に伝えるための「北九州市平和のまちミュージアム」が開館した。

## 公園内の施設
- 小倉城
- 北九州市立小倉城庭園
- 北九州市立中央図書館
- 北九州市立文学館
- 松本清張記念館
- アルモニーサンク（旧・九州厚生年金会館） - 会館存続のため、勝山公園に編入し公園事業として北九州市が購入。
- 北九州市平和のまちミュージアム

## 近隣施設
- 北九州市役所
- リバーウォーク北九州
- 小倉北区役所
- 北九州市消防局庁舎
- 小倉北警察署
- 井筒屋小倉店

## 交通
- 九州旅客鉄道・西小倉駅から徒歩5分
- 西鉄バス北九州
  - 行先番号36・45・76・110・138・150・170・175・197・急行に乗車、勝山公園入口バス停下車、徒歩すぐ
  - 行先番号27・28に乗車、北九州市役所前バス停下車、徒歩すぐ
- 北九州市交通局
  - 勝山公園バス停下車、徒歩すぐ
- 北九州高速1号線勝山出入口もから520m、もしくは大手町出入口から900m